# Aisey-et-Richecourt
Aisey-et-Richecourt – miejscowość i gmina we Francji, w regionie Burgundia-Franche-Comté, w departamencie Górna Saona.
Według danych na rok 1990 gminę zamieszkiwało 125 osób, a gęstość zaludnienia wynosiła 16 osób/km² (wśród 1786 gmin Franche-Comté Aisey-et-Richecourt plasuje się na 618. miejscu pod względem liczby ludności, natomiast pod względem powierzchni na miejscu 581.).